# Yōsuke Furukawa
Yōsuke Furukawa (jap. 古川 陽介 Furukawa Yōsuke; ur. 16 lipca 2003 w Ōtsu, w prefekturze Shiga) – japoński piłkarz występujący na pozycji pomocnika w  SV Darmstadt 98.
W sezonie 2024/25 był wypożyczony do Górnika Zabrze .